# Carlton (Geòrgia)
Carlton és una població dels Estats Units a l'estat de Geòrgia. Segons el cens del 2000 tenia 233 habitants.

## Demografia
Segons el cens del 2000, Carlton tenia 233 habitants, 100 habitatges, i 65 famílies. La densitat de població era de 90 habitants per km².
Dels 100 habitatges en un 26% hi vivien nens de menys de 18 anys, en un 51% hi vivien parelles casades, en un 11% dones solteres, i en un 35% no eren unitats familiars. En el 31% dels habitatges hi vivien persones soles el 20% de les quals corresponia a persones de 65 anys o més que vivien soles. El nombre mitjà de persones vivint en cada habitatge era de 2,33 i el nombre mitjà de persones que vivien en cada família era de 2,88.
Per edats la població es repartia de la següent manera: un 21% tenia menys de 18 anys, un 8,6% entre 18 i 24, un 25,3% entre 25 i 44, un 24,5% de 45 a 60 i un 20,6% 65 anys o més.
L'edat mediana era de 42 anys. Per cada 100 dones de 18 o més anys hi havia 89,7 homes.
La renda mediana per habitatge era de 26.250 $ i la renda mediana per família de 29.583 $. Els homes tenien una renda mediana de 23.750 $ mentre que les dones 20.625 $. La renda per capita de la població era de 16.303 $. Entorn del 14,3% de les famílies i el 19,6% de la població estaven per davall del llindar de pobresa.

## Poblacions més properes
El següent diagrama mostra les poblacions més properes.